# Tim Burton
Timothy "Tim" Walter Burton (Burbank, 25 de agosto de 1958) é um cineasta, produtor, roteirista, escritor, animador e ilustrador norte-americano. Conhecido por seu pioneirismo na cultura gótica cinematográfica, Burton é conhecido pelos aspectos fantasiosos, excêntricos e sombrios que apresenta em suas obras. Ele recebeu vários prêmios, incluindo um Emmy Award, bem como indicações para dois Oscars, um Globo de Ouro e três BAFTA Awards. Ele foi homenageado com o Leão de Ouro do Festival Internacional de Cinema de Veneza pelo conjunto da obra em 2007 e recebeu a Ordem das Artes e Letras do Ministro da Cultura da França em 2010.
Burton fez sua estreia como diretor na comédia Pee-wee's Big Adventure (1985) e ganhou destaque com a comédia de terror Beetlejuice (1988) e a fábula Edward Scissorhands (1990). Burton também dirigiu os filmes de super-heróis Batman (1989) e Batman Returns (1992); os filmes de animação Corpse Bride (2005) e Frankenweenie (2012); os filmes de ficção científica Mars Attacks! (1996) e Planet of the Apes (2001); o filme de terror sobrenatural Sleepy Hollow (1999); os filmes de fantasia  Big Fish (2003), Alice in Wonderland, (2010), Dark Shadows (2012) e Dumbo; os musicais Charlie and the Chocolate Factory (2005) e Sweeney Todd: The Demon Barber of Fleet Street (2007); e os dramas biográficos Ed Wood (1994) e Big Eyes (2014). A partir de 2022, Burton dirigiu vários episódios para a série Wednesday da Netflix, pela qual recebeu uma indicação ao Emmy do Primetime para melhor direção em série de comédia. Ele também dirigiu Beetlejuice Beetlejuice (2024), a sequência do filme de 1988.
Entre os artistas com quem Burton mais trabalha, destacam-se os atores Johnny Depp, Winona Ryder, Michael Keaton, Helena Bonham Carter, Danny DeVito, Catherine O'Hara, Eva Green, Michael Gough, Christopher Lee, Jack Nicholson, Glenn Shadix, Christina Ricci, Paul Reubens, Albert Finney e Martin Short; além do compositor Danny Elfman, que produziu a trilha sonora da maior parte de seus filmes. 
Como escritor, Burton  lançou vários livros, incluindo The Melancholy Death of Oyster Boy & Other Stories (1997).

## Biografia

### Juventude e estudos
Timothy Walter Burton nasceu em Burbank, Califórnia, em 25 de agosto de 1958, sendo o mais velho dos dois filhos de Bill Burton (1930–2000) e Jean Erickson (1933–2002). Seu pai era um ex-jogador de beisebol que trabalhou para o Departamento de Parques e Recreação de Burbank; enquanto sua mãe era dona de uma loja de presentes com tema de gatos.
Burton passou a infância sozinho, sendo considerado uma criança introspectiva e solitária por seus familiares. Tímido, ele sempre se sentiu diferente dos outros jovens, dedicando seu tempo a desenhar e a assistir filmes de terror, seu gênero favorito do cinema. Fã do expressionismo alemão,  de filmes da Universal Monsters e da Hammer Films, como Godzilla, Frankenstein e Dracula; dos atores Christopher Lee e Vincent Price; e de escritores como Dr. Seuss, Roald Dahl e Edgar Allan Poe; Burton seria fortemente influenciado por todos esses artistas e obras em sua futura carreira de cineasta. Em entrevistas, Burton definiu sua infância como peculiar e imaginativa, alegando que sempre achou a vida acadêmica extremamente difícil. Em um artigo do Hollywood Reporter, Burton disse: “Eu cresci assistindo aos filmes de terror da Universal, filmes de monstros japoneses e praticamente qualquer tipo de filme de monstros. Esse era o meu gênero”.
Desde muito cedo, Burton demonstrou gosto pelo cinema, tendo  desenvolvido seus primeiros curtas-metragens em seu quintal e apresentando-os como trabalhos de escola. Ele costumava produzi-los em filmes 8mm e usando técnicas de stop-motion, tendo sido  influenciado nessa arte pelo trabalho de Ray Harryhausen. Muito talentoso no desenho, chegou a vencer um concurso de decoração de caminhões em Burbank.

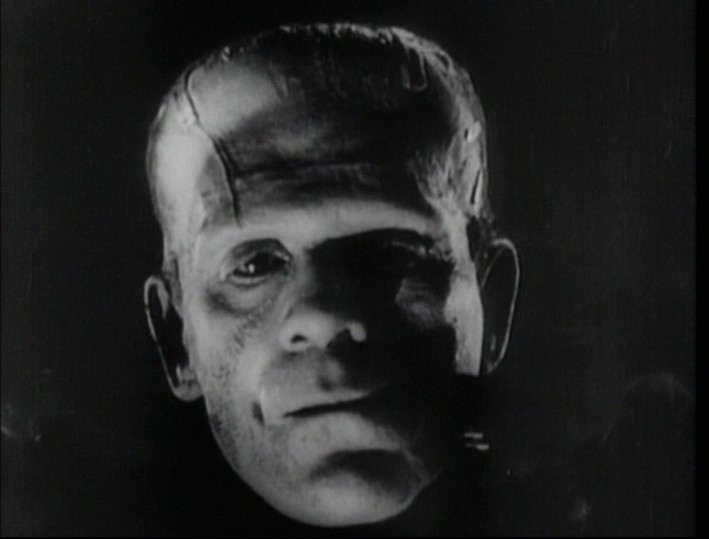
Boris Karloff, como o monstro em cena de Frankenstein (1931), um dos filmes favoritos de Burton.

Na juventude, Burton frequentou a Providencia Elementary School, a Luther Burbank Middle School e a Burbank High School, mas não era considerado um bom aluno; ele chegou a jogar no time de pólo aquático da Burbank High. Após se formar em 1976, Burton ganhou uma bolsa de estudos para estudar animação no California Institute of the Arts, em Valencia, Santa Clarita. Como aluno da CalArts, Burton produziu os curtas Stalk of the Celery Monster e King and Octopus.

## Carreira

### 1979–84: De Burbank aos estúdiosDisney

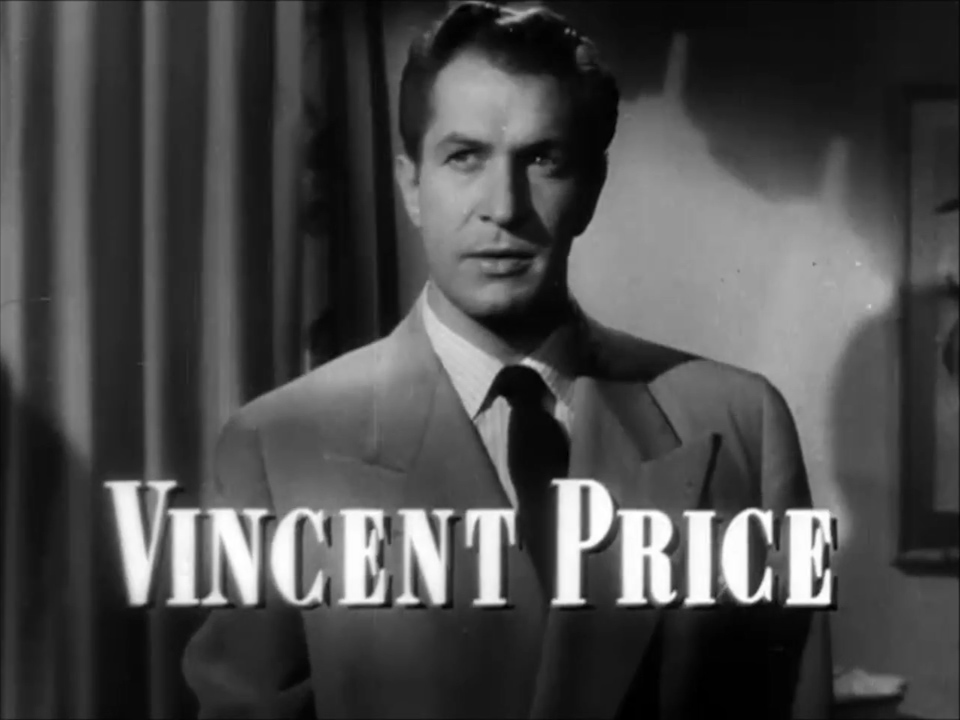
Ídolo de Burton, o ator Vincent Price em cena do filme Laura (1944) de Otto Preminger. Burton prestou-lhe uma homenagem em seu primeiro curta, Vincent (1982), narrado pelo próprio Price. Os dois voltaram a trabalhar juntos em Edward Scissorhands (1993), que foi o último filme de Price antes de sua morte em 1993; Burton e Price firmariam uma nova parceria em Conversations with Vincent, projeto abandonado após a morte deste.

Stalk of the Celery Monster atraiu a atenção da Walt Disney Productions, que ofereceu a Burton um estágio de animador em sua sede em Burbank. Ele trabalhou como animador, artista de storyboard, designer gráfico, diretor de arte e artista conceitual em filmes como The Fox and the Hound (1981), Tron (1982) e The Black Cauldron (1985), embora sua arte nunca tenha chegado aos filmes finalizados. Ele também escreveu um poema que, dez anos depois, seria a base do roteiro de The Nightmare Before Christmas (1993).
Enquanto estava na Disney em 1982, Burton fez seu primeiro filme, Vincent, uma animação stop motion em preto e branco de seis minutos, baseado em um poema escrito por Burton, que retrata um garoto que fantasia ser seu herói Vincent Price, com o próprio Price fornecendo a narração. O filme foi produzido por Rick Heinrichs, com quem Burton fez amizade enquanto trabalhava na Disney. O filme foi exibido no Festival de Cinema de Chicago e lançado, junto com o drama adolescente Tex, por duas semanas em um cinema de Los Angeles. Isso foi seguido pela primeira produção live-action de Burton, Hansel and Gretel, uma adaptação com tema japonês do conto de fadas dos Irmãos Grimm para o Disney Channel, que culmina em uma luta de kung fu entre Hansel, Gretel e a bruxa; o curta foi exibido uma única vez no Halloween de 1983 - antes de ser arquivado por anos, tornando-se extremamente raro e alimentando rumores de que o projeto sequer existia. O curta finalmente foi  exibido ao público em 2009 no Museu de Arte Moderna, e novamente em 2011 como parte da exposição de arte de Tim Burton no LACMA. Foi novamente exibido no Museu Nacional da Coreia em 2012.
O próximo curta-metragem live-action de Burton, Frankenweenie, foi lançado em 1984. Ele conta a história de um jovem que tenta ressuscitar seu cachorro depois que ele é atropelado por um carro. Filmado em preto e branco, é estrelado por Barret Oliver, Shelley Duvall (com quem ele trabalharia novamente em 1986, dirigindo um episódio de sua série de TV Faerie Tale Theatre) e Daniel Stern. Depois que Frankenweenie foi concluído, a Disney demitiu Burton, sob o pretexto de que ele estava gastando os recursos da empresa em filmes sombrios e assustadores demais para as crianças assistirem. 
Sobre essa experiência, Burton relatou: Não é uma memória muito boa. A visão deles do desenho não era a minha. Eu me sentia preso a um padrão que não combinava com quem eu era. Mas […] graças a eles pude trabalhar paralelamente nos meus primeiros curtas-metragens”.

### 1985–89: Primeiros longas-metragens, sucesso e aclamação como diretor

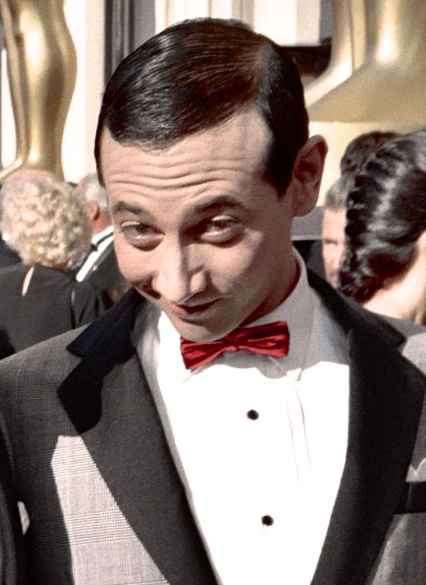
O ator Paul Reubens, também conhecido como Pee-wee Herman, na cerimônia do Oscar 1988.

O ator Paul Reubens viu Frankenweenie e escolheu Burton para dirigir o spin-off cinematográfico de seu popular personagem Pee-wee Herman. O filme, Pee-wee's Big Adventure, produzido pela Warner Bros., foi feito com um orçamento de US$ 8 milhões e arrecadou mais de US$ 40 milhões nas bilheterias norte-americanas. Burton, um fã do excêntrico grupo musical Oingo Boingo, pediu ao compositor Danny Elfman para produzir a trilha sonora do o filme. Desde então, os dois se tornaram grandes amigos, com Elfman tendo composto a trilha sonora de todos os filmes dirigidos por Tim Burton, exceto Ed Wood (1994), Sweeney Todd (2008) e Miss Peregrine's Home for Peculiar Children (2016).
Além disso, Burton dirigiu episódios do revival de 1985 da série de terror antológica dos anos 50/60 Alfred Hitchcock Presents.
Em 1988, Burton enfim dirigiu seu grande projeto, Beetlejuice (1988), uma comédia de terror sobrenatural que ele próprio definiu como "uma versão paródia de O Exorcista" e que narra a história de um casal recém-falecido que precisam lidar com a burocracia do pós-vida, enquanto tentam sem sucesso assustar os novos moradores de sua casa, sendo obrigados a contratarem os serviços do personagem-título, um demônio travesso, charlatão e repulsivo. O filme foi um sucesso comercial, arrecadando US$ 73 milhões de dólares nos Estados Unidos e recebendo um Oscar de melhor maquiagem. O sucesso do projeto rendeu uma série de desenho homônima que teve o próprio Burton como produtor executivo. Beetlejuice revelou ao público um pouco do universo de Burton, mesclando temas macabros  com um universo cômico, carnavalesco e fantasioso.
A capacidade de Burton em produzir sucessos com orçamentos baixos impressionou os executivos do estúdio da Warner, e ele recebeu seu primeiro filme de grande orçamento, Batman (1989). Seduzido pelo ar sombrio do herói-morcego, Burton aceita dirigir o projeto, tendo se baseado no romance Batman: The Killing Joke. Para o protagonista, Burton contrariou os produtores ao escalar Michael Keaton, com quem havia trabalhado anteriormente em Beetlejuice, apesar do físico médio de Keaton, inexperiência em filmes de ação e reputação como um ator cômico. Embora Burton tenha vencido, a escolha de Keaton causou um furor entre fãs de Batman, a ponto de fazer o preço das ações da Warner despencarem.[carece de fontes?] Burton considerou ridículo escalar um homem ultramasculino "musculoso" como Batman, insistindo que Batman deveria ser um homem comum que se vestisse com uma elaborada fantasia de morcego para assustar criminosos. Embora Burton tenha considerado Brad Dourif originalmente, finalmente escalou Jack Nicholson como o Coringa; uma ação que ajudou a acalmar os ânimos dos fãs, bem como atrair públicos mais velhos não tão interessados em um filme de super-heróis. Quando o filme estreou em junho de 1989, foi apoiado pela maior campanha de marketing e merchandising da história do cinema na época, tornando-se um dos maiores sucessos de bilheteria de todos os tempos, arrecadando mais de US$ 250 milhões nos EUA e US$ 400 milhões mundialmente, e ganhando aclamação da crítica pelas performances de Keaton e Nicholson, bem como pelos aspectos da produção, que ganhou o Oscar de melhor direção de arte. O sucesso do filme ajudou a estabelecer Burton como um diretor lucrativo, e provou ser uma grande influência em futuros filmes de super-heróis, que evitaram o heroísmo brilhante e totalmente americano do Superman de Richard Donner para um visual mais sombrio e realista e personagens com mais profundidade psicológica. Também se tornou uma grande inspiração para o desenho animado de sucesso Batman: The Animated Series dos anos 1990 , já que a escuridão do filme de Burton e sua sequência permitiram mostrar um Batman mais sombrio na televisão.

### Primeira metade da década de 1990: deEdward Mãos de TesouraaEd Wood
Em 1990, Burton criou uma história única que deu à romancista Caroline Thompson inspiração para escrever o roteiro de Edward Scissorhands (1990), que Burton dirigiu, reunindo-se com Winona Ryder de Beetlejuice. Descrito como um "conto de fadas da era moderna", mesclando fábula, romance e fantasia sombria, o filme retrata a história de um solitário humanoide com tesoura no lugar das mãos, enfrentando desigualdade e preconceito. O projeto não só definiu o estilo gótico as obras de Burton, como também marcou a primeira parceria entre Burton e o ator Johnny Depp, à época um astro adolescente conhecido pela série 21 Jump Street, tornando-o um ator respeitado e estabelecendo uma forte amizade e parceria profissional entre ele e Burton. Situado no subúrbio da Flórida, o filme é amplamente visto como a autobiografia de Burton sobre sua infância em Burbank. A ideia de Burton para o personagem Edward veio de um desenho que ele fez no ensino médio. O filme foi um sucesso comercial, sendo considerado um dos melhores filmes de Burton por alguns críticos. Burton afirmou que este é seu filme mais pessoal e significativo porque é uma representação dele não ter sido capaz de se comunicar efetivamente com os outros na adolescência. 
Após o sucesso de Batman, Burton concordou em dirigir a sequência, com a Warner Bros. lhe dando total liberdade criativa após se arrependerem de não terem produzido o sucesso Edward Mãos de Tesoura. O resultado foi Batman Returns (1992), que contou com Keaton retornando como Batman, e uma nova tríade de vilões: Danny DeVito (como o Pinguim ), Michelle Pfeiffer (como Mulher-Gato) e Christopher Walken (como Max Shreck, um magnata corporativo maligno, criado especialmente para o filme). Um pouco mais sombrio que seu antecessor, surgiram preocupações de que o filme poderia ser assustador demais para crianças. O público ficou mais desconfortável com a sexualidade aberta do filme, personificada pelo estilo elegante e inspirado em fetiches do traje da Mulher-Gato. Burton fez muitas mudanças no vilão Pinguim que posteriormente seriam aplicadas ao personagem tanto nos quadrinhos quanto na televisão. Nos quadrinhos, o Pinguim era um homem comum; Burton o transformou em uma aberração da natureza, parecendo um pinguim com dedos palmados, como nadadeiras, um nariz adunco, como um bico, e um corpo curto e rotundo. Lançado em 1992, Batman Returns arrecadou US$ 282,8 milhões em todo o mundo, tornando-se um sucesso financeiro, embora não na mesma extensão de seu antecessor.
Devido a restrições de cronograma em Batman Returns, Burton produziu, mas não dirigiu, The Nightmare Before Christmas (1993) para a Disney, originalmente concebido para ser um livro de poema infantil. O filme foi dirigido por Henry Selick e escrito por Caroline Thompson, baseado na história original de Burton. O filme recebeu críticas positivas pela animação em stop motion, trilha sonora e enredo original. Foi um sucesso modesto de bilheteria, arrecadando US$ 50 milhões. Devido à natureza do filme, ele não foi produzido sob o selo Disney, mas sim pela Touchstone Pictures, de propriedade da Disney. A Disney queria que o protagonista tivesse olhos, mas a iteração final não teve. Mais de 100 pessoas trabalharam neste filme apenas para criar os personagens, tendo levado três anos de trabalho para que fosse concluído. Burton colaborou com Selick novamente para James and the Giant Peach (1996), que Burton coproduziu.
Em 1994, Burton e sua frequente coprodutora Denise Di Novi produziram a comédia de fantasia Cabin Boy (1994), estrelada pelo comediante Chris Elliott e dirigida/escrita por Adam Resnick. Burton deveria originalmente dirigir o filme depois de ver Elliott atuar em Get a Life, mas entregou a responsabilidade de direção a Resnick. Burton optou por dirigir Ed Wood (1994), uma autobiografia do infame, mas obstinado, diretor Edward Davis Wood Junior, considerado o "pior diretor de todos os tempos". Para o papel-título, Burton escalou novamente Depp, homenageando os filmes de ficção científica e terror de baixo orçamento que assistia na infância. Devido a disputas criativas durante a produção de The Nightmare Before Christmas, Danny Elfman se recusou a compor a música do filme, sendo substituído por Howard Shore. Embora tenha sido um fracasso comercial na época de seu lançamento, Ed Wood se tornou um clássico cult e foi bem recebido pelos críticos. Martin Landau recebeu o Oscar de melhor ator coadjuvante por sua interpretação como Bela Lugosi, enquanto o filme recebeu o Oscar de melhor maquiagem.
A Warner Bros. não estava interessada no retorno de Tim Burton como diretor de um terceiro filme de Batman após considerar Batman Returns muito sombrio e inseguro para crianças. Embora seja creditado como um dos principais produtores de Batman Forever (1995), Burton não teve grande participação nesse filme, auxiliando apenas na 
escalação dos roteiristas.

### Segunda metade da década de 1990:Marte Ataca!e Sleepy Hollow
Ousando em um novo gênero, Burton dirigiu Mars Attacks! (1996), baseado em uma popular série de cartas colecionáveis de ficção científica, o filme era um híbrido de sci-fi dos anos 1950 e filmes de desastres com estrelas dos anos 1970. A coincidência fez dele uma paródia inadvertida do sucesso de bilheteria Independence Day, que havia sido lançado cinco meses antes.
Embora não tenha conquistado a crítica e o público, este segundo fracasso comercial teve um ponto positivo: o retorno de Elfman às produções de Burton. Sobre isso, Tim disse: “Danny, Henry Selick e eu frequentemente discutíamos no set de The Nightmare Before Christmas, por causa das músicas dele. Caroline Thompson e eu tivemos que reorganizar constantemente o roteiro para encaixá-los. Todos nós agimos como crianças. Mas não nos vermos durante algum tempo fez bem a ambos"; o elenco de Marte Ataca! ostentava várias estrelas, incluindo, Jack Nicholson, Glenn Close, Annette Bening, Danny DeVito, Pierce Brosnan, Michael J. Fox, Sarah Jessica Parker, Natalie Portman, Lukas Haas, Martin Short, Rod Steiger, Christina Applegate e Jack Black.
Sleepy Hollow, lançado no final de 1999, teve um cenário sobrenatural e mostrou Johnny Depp como Ichabod Crane, um detetive com interesse em ciência forense em vez do professor do conto original de Washington Irving. Com Sleepy Hollow, Burton prestou homenagem aos filmes de terror da Hammer Films; Christopher Lee, uma das estrelas da Hammer, fez uma participação especial. Uma série de frequentadores de Burton apareceu em papéis coadjuvantes (Michael Gough, Jeffrey Jones e Christopher Walken, entre outros), enquanto Christina Ricci foi escalada como Katrina van Tassel. Um elenco de apoio bem conceituado foi liderado por Miranda Richardson, Michael Gambon, Richard Griffiths e Ian McDiarmid. Bem recebido pela crítica, e com uma menção especial à trilha sonora gótica de Elfman, o filme arrecadou US$ 207 milhões em todo o mundo e ganhou um Oscar de melhor direção de arte, bem como dois BAFTAs: de Melhor Figurino e Melhor Design de Produção.

### 2000–10: Novo milênio e novos estilos
Em 2001, Burton dirige sua própria versão de Planeta dos Macacos, que segundo o próprio "não era um remake" do filme anterior". O filme foi um sucesso comercial, arrecadando US$ 68 milhões em seu primeiro fim de semana e, eventualmente, arrecadou US$ 180 milhões na América do Norte e US$ 362 milhões em todo o mundo. O filme, no entanto, recebeu críticas mistas e é amplamente considerado inferior à primeira adaptação do romance.
Em 2003, a Columbia Pictures contrata Burton para dirigir Big Fish, um drama fantasioso, baseado no romance homônimo Big Fish: A Novel of Mythic Proportions; narra a história de um velho contador de histórias tentando reestabelecer os laços com seu filho distante. Apesar da mudança de estilo, alguns alguns elementos fantásticos de Burton são visíveis: bruxa, lobisomem, gigante e anões. Peixe Grande recebeu quatro indicações ao Globo de Ouro, bem como uma indicação ao Oscar pela trilha sonora de Elfman. O filme também foi a segunda colaboração entre Burton e Helena Bonham Carter. 
Lançado em 2005, Charlie and the Chocolate Factory é uma adaptação do livro de mesmo nome de Roald Dahl. Estrelando Johnny Depp como Willy Wonka, Freddie Highmore como Charlie Bucket e Deep Roy como os Oompa-Loompas, o filme teve uma abordagem mais fiel ao material de origem do que a adaptação de 1971, Willy Wonka & the Chocolate Factory, embora algumas liberdades tenham sido tomadas, como adicionar os problemas de Wonka com seu pai (interpretado por Christopher Lee), algo inspirado na real experiência de Burton com sua mãe. O filme foi posteriormente indicado ao Oscar de melhor figurino, arrecadando mais de US$ 207 milhões no mercado interno. As filmagens se mostraram difíceis, pois Burton, Depp e Danny Elfman tiveram que trabalhar nisso e em A Noiva Cadáver (2005) de Burton ao mesmo tempo, que foi o primeiro longa-metragem em stop motion dele como diretor, apresentando as vozes de Depp e Bonham Carter como os protagonistas Victor e Emily.
Burton dirigiu seu primeiro videoclipe, "Bones", em 2006. "Bones" é o sexto single geral da banda de indie rock The Killers. Estrelando este vídeo estavam os atores Michael Steger e Devon Aoki. Burton também dirigiu um segundo videoclipe para The Killers , "Here with Me", estrelado por Winona Ryder, lançado em 2012.
Burton retorna ao seu estilo gótico e macabro com Sweeney Todd: The Demon Barber of Fleet Street (2007), uma produção da DreamWorks Pictures/Warner Bros., baseada no musical homônimo da Broadway de 1979. O filme foi lançado em dezembro de 2007, com aclamação da crítica e arrecadou US$ 153 milhões mundialmente. O trabalho de Burton em Sweeney Todd ganhou o Prêmio National Board of Review de Melhor Diretor, recebeu uma indicação ao Globo de Ouro de Melhor Diretor, e ganhou um Oscar de Melhor Direção de Arte. A atuação de Johnny Depp como Sweeney Todd foi indicada ao Oscar de melhor ator. Em 2009, Burton produziu a animação 9, baseada no premiado curta homônimo de 2005.

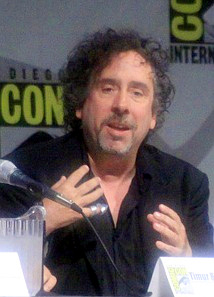
Burton falando sobre 9 na Comic-Con em 2009.

Em 2010, Burton retorna à Disney com sua versão de Alice in Wonderland, Neste filme, que na verdade é uma continuação do livro de Lewis Carroll, Alice tem 19 anos e é interpretada por Mia Wasikowska; enquanto Depp interpreta o Chapeleiro Maluco e Bonham Carter interpreta a Rainha Vermelha. O filme utilizou inúmeros efeitos digitais, sendo rodado quase inteiramente em tela verde e convertido para o formato 3D.  Apesar das críticas mistas, o filme foi um sucesso comercial, arrecadando US$ 1 bilhão em todo o mundo, tornando-se o filme de maior bilheteria da carreira de Burton. Burton produziu a sequência do filme, Alice Através do Espelho (2016), que foi dirigido por James Bobin.

### 2011–2021: Projetos de pouca repercussão e hiato na carreira

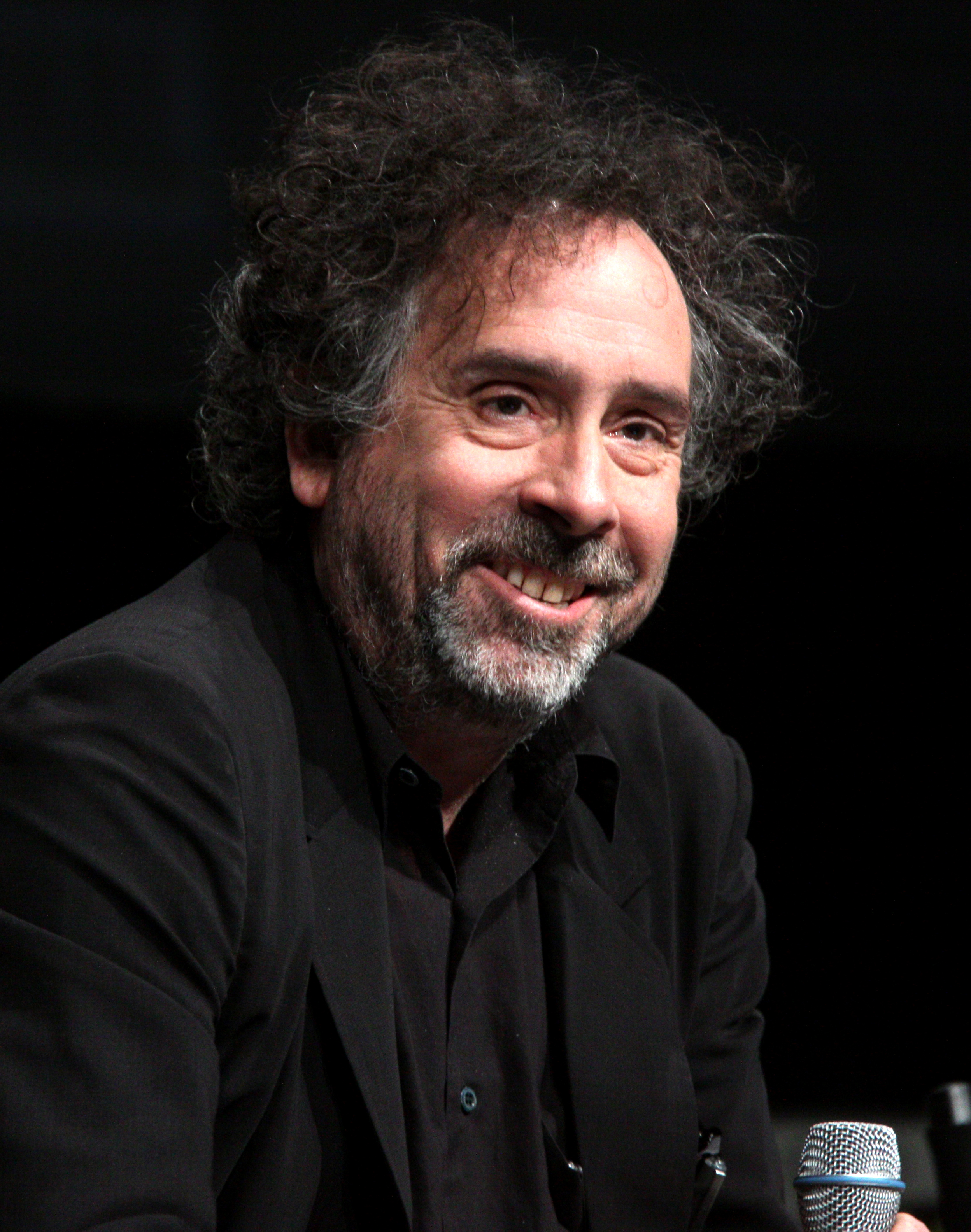
Burton na Comic-Con de 2012.

Em 2012, Burton lançou Dark Shadows, uma adaptação cinematográfica da série de televisão homônima dos anos 1960, em maio de 2011. Além das regulares presenças de Depp e Bonham Carter, o filme reuniu Burton novamente com Michelle Pfeiffer, enquanto Burton mais uma vez colaborou com o  Elfman, o designer de produção Rick Heinrichs e a figurinista Colleen Atwood. O filme arrecadou US$ 245 milhões em todo o mundo, com um orçamento de US$ 150 milhões. Burton também coproduziu Abraham Lincoln: Vampire Hunter, dirigido por Timur Bekmambetov (2012). No mesmo ano, Burton dirigiu uma nova versão de Frankenweenie, uma animação em stop-motion distribuída novamente pela Disney. Burton disse: "O filme é baseado em uma memória que eu tinha quando estava crescendo e com meu relacionamento com um cachorro que eu tinha." O filme foi lançado em 5 de outubro de 2012 e recebeu críticas positivas.
Vinte anos após Ed Wood, Burton retorna ao gênero drama biográfico em Big Eyes (2014) que retrata a história da artista americana Margaret Keane (Amy Adams), cuja obra foi fraudulentamente roubada nas décadas de 1950 e 1960 por seu então marido, Walter Keane (Christoph Waltz), levando-os a uma disputa nos tribunais. O filme recebeu críticas geralmente positivas dos críticos.
Burton entrou em negociações para dirigir uma adaptação cinematográfica do romance de fantasia Miss Peregrine's Home for Peculiar Children, escrito por Ransom Riggs , em novembro de 2011.  O filme, estrelado por Asa Butterfield, Eva Green e Samuel L. Jackson, foi lançado nos cinemas pela 20th Century Fox em 30 de setembro de 2016. Burton também dirigiu uma adaptação live-action de Dumbo, lançado pela Disney em 29 de março de 2019, com Colin Farrell, Danny DeVito, Eva Green e Michael Keaton nos papéis principais. O filme arrecadou US$ 353 milhões em todo o mundo contra um orçamento de US$ 170 milhões e custos combinados de produção e publicidade de US$ 300 milhões, perdendo dinheiro.

### 2022–presente:Wednesdaye ressurgimento
Em fevereiro de 2021, foi anunciado que Burton dirigiria e produziria Wednesday, uma série original da Netflix baseada no personagem homônima de A Família Addams, estrelada por Jenna Ortega. Isso marca a primeira incursão de Burton como diretor de TV desde a década de 1980. Ele dirigiu quatro episódios na primeira temporada, que começou a produção em setembro de 2021 para ser lançada em novembro de 2022. A série foi lançada com aclamação da crítica e fez sucesso entre os assinantes do streaming.
Em 2024, Burton lançou a sequência Beetlejuice Beetlejuice, trinta e seis anos após o filme original, reunindo-se novamente com Keaton e Ryder, além Ortega, Justin Theroux e Willem Dafoe em novos papéis.

## Vida pessoal

### Relacionamentos
Burton foi casado com Lena Gieseke, uma artista nascida na Alemanha. O casamento deles terminou em 1991, após quatro anos.
Posteriormente, ele assumiu um relacionamento com a modelo e atriz Lisa Marie Smith; os dois ficaram juntos de 1992 a 2001, com ela tendo atuado em pequenos papéis nas produções de Burton como Sleepy Hollow, Ed Wood e Mars Attacks!.
Em 2001, Burton assumiu um romance com a atriz britânica Helena Bonham Carter, à quem conheceu durante as filmagens de Planeta dos Macacos. Burton e Bonham Carter têm dois filhos: Billy, nascido em 2003, e Nell, nascida em 2007. O empresário de Bonham Carter disse em dezembro de 2014 que ela e Burton haviam terminado amigavelmente no início daquele ano. Não estava claro se eles eram ou não casados; Bonham Carter usou a palavra "divórcio" ao discutir o fim de seu relacionamento, enquanto outros meios de comunicação afirmavam que eles nunca foram casados oficialmente. The Independent revelou em setembro de 2023 que Burton e Bonham Carter realmente foram casados por anos antes de sua separação.
O relacionamento de Burton com a atriz e modelo italiana Monica Bellucci foi relatado em fevereiro de 2023. Eles se conheceram em outubro de 2022 no Festival de Cinema Lumière. Bellucci falou publicamente sobre seu relacionamento pela primeira vez em junho daquele mesmo ano.

## Colaboradores frequentes
| |  |  |
| Johnny Depp (esquerda) e Danny Elfman (direita), dois dos colaboradores mais frequentes nas obras de Burton. |  |  |

Burton é conhecido no mundo cinematográfico por sempre trabalhar com determinados atores/equipe técnica em seus filmes. Entre seus colaboradores mais frequentes, destacam-se o atores Johnny Depp - seu amigo pessoal - e Helena Bonham Carter - sua ex-mulher - , além do compositor Danny Elfman, que produziu a trilha sonora da maior parte de seus filmes.

## Filmografia

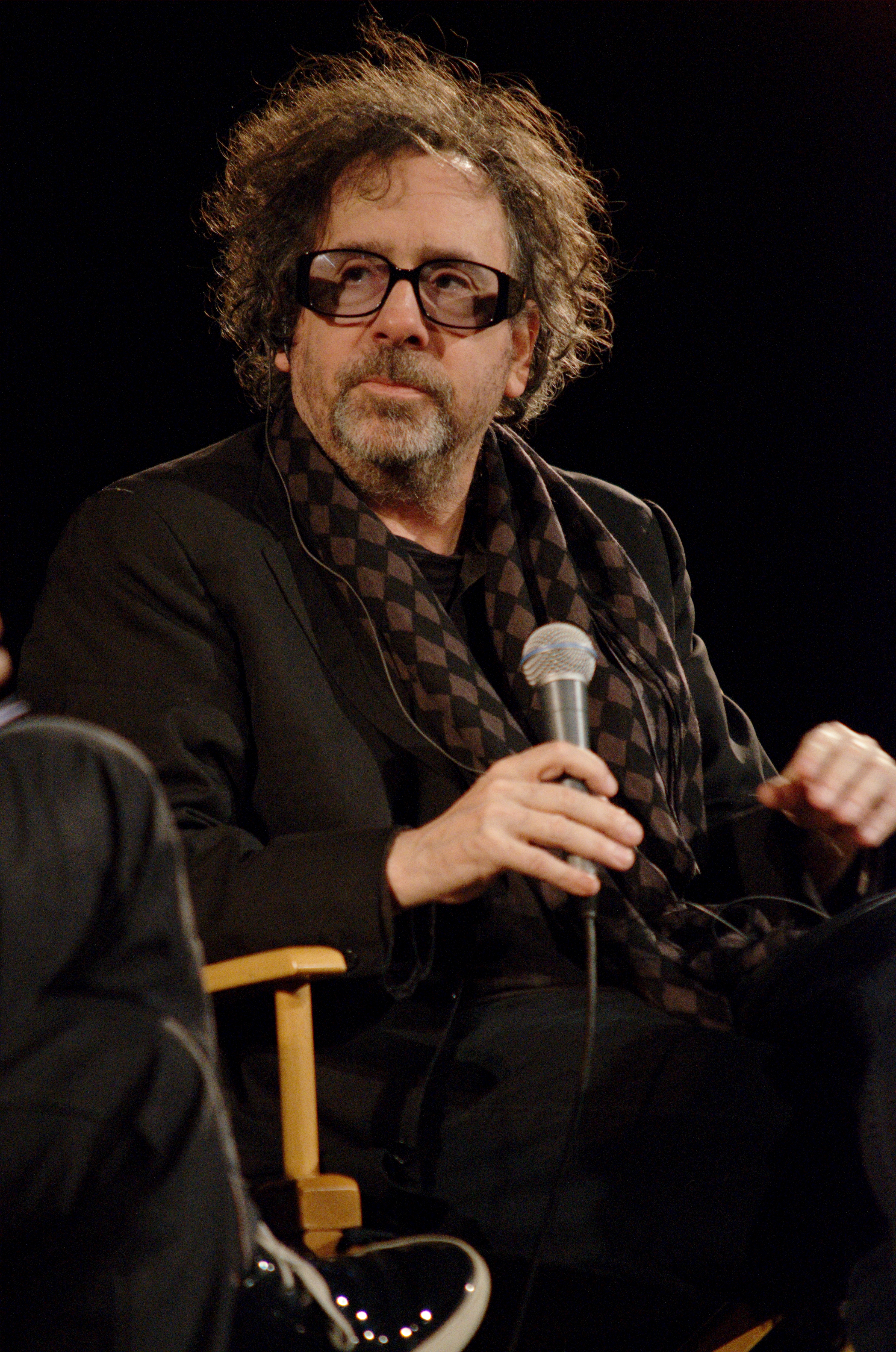
Burton na Cinemateca Francesa em 2012

| Ano  | Filme                                          | Distribuição                        |
| ---- | ---------------------------------------------- | ----------------------------------- |
| 1985 | Pee-wee's Big Adventure                        | Warner Bros.                        |
| 1988 | Beetlejuice                                    | Warner Bros.                        |
| 1989 | Batman                                         | Warner Bros.                        |
| 1990 | Edward Scissorhands                            | 20th Century Fox                    |
| 1992 | Batman Returns                                 | Warner Bros.                        |
| 1994 | Ed Wood                                        | Buena Vista Pictures                |
| 1996 | Mars Attacks!                                  | Warner Bros.                        |
| 1999 | Sleepy Hollow                                  | Paramount Pictures                  |
| 2001 | Planet of the Apes                             | 20th Century Fox                    |
| 2003 | Big Fish                                       | Sony Pictures Releasing             |
| 2005 | Charlie and the Chocolate Factory              | Warner Bros.                        |
| 2005 | Corpse Bride                                   | Warner Bros.                        |
| 2007 | Sweeney Todd: The Demon Barber of Fleet Street | Paramount Pictures / Warner Bros.   |
| 2010 | Alice in Wonderland                            | Walt Disney Studios Motion Pictures |
| 2012 | Dark Shadows                                   | Warner Bros.                        |
| 2012 | Frankenweenie                                  | Walt Disney Studios Motion Pictures |
| 2014 | Big Eyes                                       | The Weinstein Company               |
| 2016 | Miss Peregrine's Home for Peculiar Children    | 20th Century Fox                    |
| 2019 | Dumbo                                          | Walt Disney Studios Motion Pictures |
| 2024 | Beetlejuice Beetlejuice                        | Warner Bros.                        |

## Livros e exposições

#### Exposições
De 22 de novembro de 2009 a 26 de abril de 2010, Burton teve uma retrospectiva no MoMA em Nova Iorque com mais de 700 "desenhos, pinturas, fotografias, storyboards, obras de imagem em movimento, fantoches, maquetes, figurinos e efêmeras cinematográficas", incluindo muito da coleção pessoal do cineasta. Do MoMA, a "exposição Tim Burton" viajou diretamente para o Australian Centre for the Moving Image em Melbourne. De 24 de junho a 10 de outubro de 2010, a exposição ACMI incorporou o material adicional de Alice no País das Maravilhas de Burton, que foi lançado em março de 2010. 
"The Art of Tim Burton" foi exibido no Museu de Arte do Condado de Los Angeles de 29 de maio a 31 de outubro de 2011, no Pavilhão Resnick do Museu. O LACMA também apresentou seis filmes do ídolo de Tim Burton, Vincent Price. "Tim Burton, the exhibition/Tim Burton, l'exposition" foi exibido na Cinemateca Francesa de 7 de março a 5 de agosto de 2012, em Paris, França. Todos os filmes de Tim Burton foram exibidos durante a exposição.
"Tim Burton no Museu de Arte de Seul" foi exibido como uma promoção do Hyundai Card no Museu de Arte de Seul de 12 de dezembro de 2012 a 15 de abril de 2013, em Seul, Coreia do Sul. Esta exposição apresentou 862 obras de Burton, incluindo desenhos, pinturas, curtas-metragens, esculturas, músicas e figurinos que foram usados na produção de seus longas-metragens. A exposição foi dividida em três partes: a primeira parte, "Sobrevivendo a Burbank", cobriu seus anos mais jovens, de 1958 a 1976. A segunda, "Embelezando Burbank", cobre 1977 a 1984, incluindo seu tempo na CalArts e Disney. O último segmento, "Além de Burbank", cobre seus trabalhos de 1985 em diante.
"Tim Burton and His World" foi exibido na Stone Bell House de 3 de março a 8 de agosto de 2014, em Praga, República Tcheca. A exposição estreou posteriormente no Museu da Imagem e do Som em São Paulo, Brasil, em 4 de fevereiro de 2016, durando até 5 de junho. A exposição foi posteriormente realizada no Artis Tree em Taikoo Place, Hong Kong, de 5 de novembro de 2016 a 23 de janeiro de 2017.  A exposição retornou ao Brasil de 28 de maio a 11 de agosto de 2019, sendo realizada no Centro Cultural Banco do Brasil em Brasília.
A primeira exposição de Burton nos Estados Unidos em quase uma década, Lost Vegas: Tim Burton, foi inaugurada em outubro de 2019 no The Neon Museum em Las Vegas.

#### Livros
Burton também escreveu e ilustrou o livro de poesias "O Triste Fim do Pequeno Menino Ostra e Outras Histórias" (em inglês:  The Melancholy Death of Oyster Boy & Other Stories), publicado em 1997 pela editora britânica Faber and Faber; que apesar de ser um livro infantojuvenil apresenta temas como violência familiar, suicídio, sexo não-explícito e traição extraconjugal.
Uma compilação de seus desenhos, esboços e outras obras de arte, intitulada "The Art of Tim Burton", foi lançada em 2009. Uma continuação desse livro, intitulada "The Napkin Art of Tim Burton: Things You Think About in a Bar", contendo esboços feitos por Burton em guardanapos em bares e restaurantes que ele visitou, foi lançada em 2015.

## Prêmios e indicações

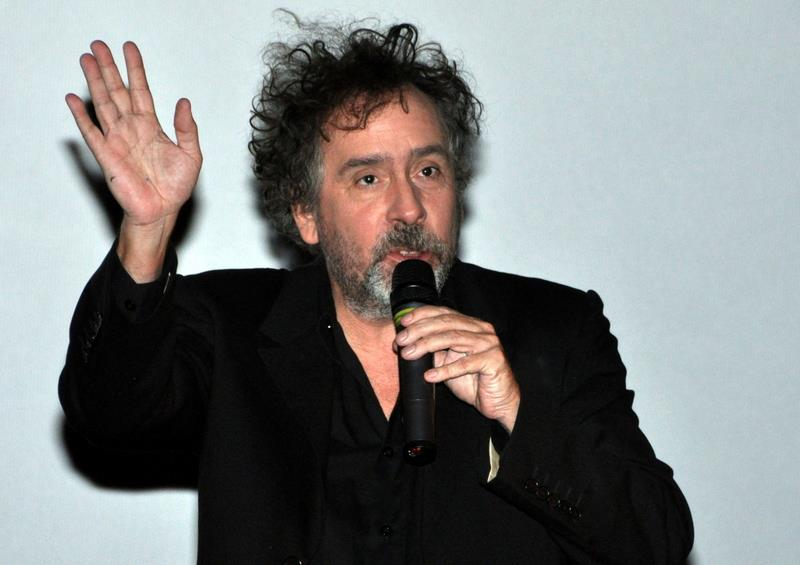
Burton na estreia francesa de Frankenweenie (2012).

#### Óscar
| Ano  | Título        | Categoria                | Resultado |
| ---- | ------------- | ------------------------ | --------- |
| 2006 | Corpse Bride  | Melhor Filme de Animação | Indicado  |
| 2013 | Frankenweenie | Melhor Filme de Animação | Indicado  |

#### Globo de Ouro
| Ano  | Título                                         | Categoria                          | Resultado |
| ---- | ---------------------------------------------- | ---------------------------------- | --------- |
| 2008 | Sweeney Todd: The Demon Barber of Fleet Street | Melhor Diretor                     | Indicado  |
| 2008 | Sweeney Todd: The Demon Barber of Fleet Street | Melhor Filme de Comédia ou Musical | Venceu    |
| 2011 | Alice in Wonderland                            | Melhor Filme de Comédia ou Musical | Indicado  |
| 2013 | Frankenweenie                                  | Melhor Filme de Animação           | Venceu    |

#### BAFTA Awards
| Ano  | Título        | Categoria                | Resultado |
| ---- | ------------- | ------------------------ | --------- |
| 2004 | Big Fish      | Melhor Diretor           | Indicado  |
| 2004 | Big Fish      | Melhor Filme             | Indicado  |
| 2013 | Frankenweenie | Melhor Filme de Animação | Indicado  |

| Ano  | Título                            | Categoria    | Resultado |
| ---- | --------------------------------- | ------------ | --------- |
| 2005 | Charlie and the Chocolate Factory | Melhor Filme | Indicado  |

### Saturn Awards
| Ano  | Título                                         | Categoria                | Resultado |
| ---- | ---------------------------------------------- | ------------------------ | --------- |
| 1990 | Beetlejuice                                    | Melhor Diretor           | Indicado  |
| 1990 | Edward Scissorhands                            | Melhor Filme de Fantasia | Indicado  |
| 1993 | Batman Returns                                 | Melhor Filme de Fantasia | Indicado  |
| 1993 | Batman Returns                                 | Melhor Diretor           | Indicado  |
| 1994 | The Nightmare Before Christmas                 | Melhor Filme de Fantasia | Venceu    |
| 1997 | Mars Attacks!                                  | Melhor Diretor           | Indicado  |
| 2000 | Sleepy Hollow                                  | Melhor Diretor           | Indicado  |
| 2006 | Corpse Bride                                   | Melhor Filme Animado     | Venceu    |
| 2008 | Sweeney Todd: The Demon Barber of Fleet Street | Melhor Diretor           | Indicado  |
| 2013 | Frankenweenie                                  | Melhor Filme Animado     | Venceu    |

### Prêmios recebidos por seus filmes
| Ano   | Filme                                          | Academy Awards | Academy Awards | BAFTA Awards | BAFTA Awards | Golden Globe Awards | Golden Globe Awards |
| Ano   | Filme                                          | Nomeação       | Vitória        | Nomeação     | Vitória      | Nomeação            | Vitória             |
| ----- | ---------------------------------------------- | -------------- | -------------- | ------------ | ------------ | ------------------- | ------------------- |
| 1988  | Beetlejuice                                    | 1              | 1              | 2            |              |                     |                     |
| 1989  | Batman                                         | 1              | 1              | 6            |              | 1                   |                     |
| 1990  | Edward Scissorhands                            | 1              |                | 4            | 1            | 1                   |                     |
| 1992  | Batman Returns                                 | 2              |                | 2            |              |                     |                     |
| 1993  | The Nightmare Before Christmas                 | 1              |                |              |              | 1                   |                     |
| 1994  | Ed Wood                                        | 2              | 2              | 2            |              | 3                   | 1                   |
| 1996  | James and the Giant Peach                      | 1              |                |              |              |                     |                     |
| 1999  | Sleepy Hollow                                  | 3              | 1              | 3            | 2            |                     |                     |
| 2001  | Planet of the Apes                             |                |                | 2            |              |                     |                     |
| 2003  | Big Fish                                       | 1              |                | 7            |              | 4                   |                     |
| 2005  | Charlie and the Chocolate Factory              | 1              |                | 6            | 1            | 1                   |                     |
| 2005  | Corpse Bride                                   | 1              |                |              |              |                     |                     |
| 2007  | Sweeney Todd: The Demon Barber of Fleet Street | 3              | 1              | 2            |              | 4                   | 2                   |
| 2010  | Alice in Wonderland                            | 3              | 2              | 5            | 2            | 3                   |                     |
| 2012  | Frankenweenie                                  | 1              |                | 1            |              | 1                   |                     |
| 2014  | Big Eyes                                       |                |                | 2            |              | 3                   | 1                   |
| Total | Total                                          | 22             | 8              | 44           | 6            | 22                  | 4                   |